# 玉葉橋
玉葉橋（ぎょくようばし）は、埼玉県吉川市と千葉県野田市の間の江戸川に架かる道路橋である。

## 概要
江戸川の河口から約35.5キロメートル地点に架かり、埼玉県道・千葉県道326号川藤野田線を通す。左岸は千葉県野田市、右岸は埼玉県吉川市となり、江戸川の吉川市域に架かる唯一の一般道路の橋である。完成は1984年（昭和59年）で、橋梁名は埼玉県と千葉県から1字ずつ採って名付けられた。上流の野田橋（埼玉県道・千葉県道19号越谷野田線）までは約4キロメートル、下流の流山橋（埼玉県道・千葉県道29号草加流山線）までは約7キロメートル離れており、流山橋周辺では慢性的な渋滞が発生している。このため、玉葉橋の5キロメートルほど下流に有料道路の三郷流山橋の架橋が進められ、2023年（令和5年）11月26日に開通した。
澪筋は左岸側に寄り、右岸の河川敷には軟式野球場やスポーツ広場などを有する埼玉県営吉川公園が上流・下流双方に広がる。本橋と約120キロメートル離れた富士山との間には視界を遮るものがなく、空気の澄んだ冬の早朝などには富士山の姿を望むことができる。国土交通省関東地方整備局は、玉葉橋と江戸川スーパー堤防上、みずきの街、千葉県立関宿城博物館の4スポットを「野田市からの富士」として関東の富士見百景に選定した。東武野田線梅郷駅からまめバス8、9、11系統で「みずき通り」停留所、武蔵野線吉川駅からはタローズバスで「玉葉橋下」停留所が最寄りとなる。

## 隣の橋
- 江戸川

（上流）- 野田橋 - 玉葉橋 - 常磐自動車道江戸川橋 - 三郷流山橋 - 流山橋 -（下流）